# 线叶石韦
线叶石韦（学名：Pyrrosia linearifolia）为水龙骨科石韦属下的一个种。

## 扩展阅读
- 維基物種上的相關：线叶石韦